# Juan Emmanuel Culio
Juan Emmanuel Culio (n. 30 august 1983, Buenos Aires, Argentina) este un fotbalist argentinian liber de contract, care joacă pe post de mijlocaș.
Culio a fost declarat cel mai bun pasator în ediția 2007-2008 a Ligii I.

## Performanțe internaționale
A jucat pentru CFR Cluj în grupele UEFA Champions League 2008-09, contabilizând 6 meciuri și reușind să marcheze două goluri împotriva echipei italiene AS Roma, meci disputat la Roma, pe stadionul Olimpico, terminat cu victoria clujenilor cu 2-1.

## Titluri
| Sezon   | Club          | Titlu              |
| ------- | ------------- | ------------------ |
| 2007-08 | CFR 1907 Cluj | Liga I             |
| 2007-08 | CFR 1907 Cluj | Cupa României      |
| 2008-09 | CFR 1907 Cluj | Cupa României      |
| 2009    | CFR 1907 Cluj | Supercupa României |
| 2009-10 | CFR 1907 Cluj | Liga I             |
| 2009-10 | CFR 1907 Cluj | Cupa României      |
| 2012-13 | Galatasaray   | Supercupa Turciei  |
| 2017-18 | CFR 1907 Cluj | Liga I             |
| 2018-19 | CFR 1907 Cluj | Liga I             |
| 2019    | CFR 1907 Cluj | Supercupa României |